# Jörg Bode (labdarúgó)
Jörg Bode (Melle, 1969. augusztus 22. –) német labdarúgó-középpályás, edző.